# Saint-Salvy-de-la-Balme
Saint-Salvy-de-la-Balme är en kommun i departementet Tarn i regionen Occitanien i södra Frankrike. Kommunen ligger i kantonen Mazamet-Nord-Est som tillhör arrondissementet Castres. År 2022 hade Saint-Salvy-de-la-Balme 528 invånare.

## Befolkningsutveckling
Antalet invånare i kommunen Saint-Salvy-de-la-Balme
| Referens: INSEE |